# Freissinières
Freissinières är en kommun i departementet Hautes-Alpes i regionen Provence-Alpes-Côte d'Azur i sydöstra Frankrike. Kommunen ligger  i kantonen L'Argentière-la-Bessée som ligger i arrondissementet Briançon. År 2022 hade Freissinières 189 invånare.

## Befolkningsutveckling
Antalet invånare i kommunen Freissinières
Referens:INSEE

## Galleri

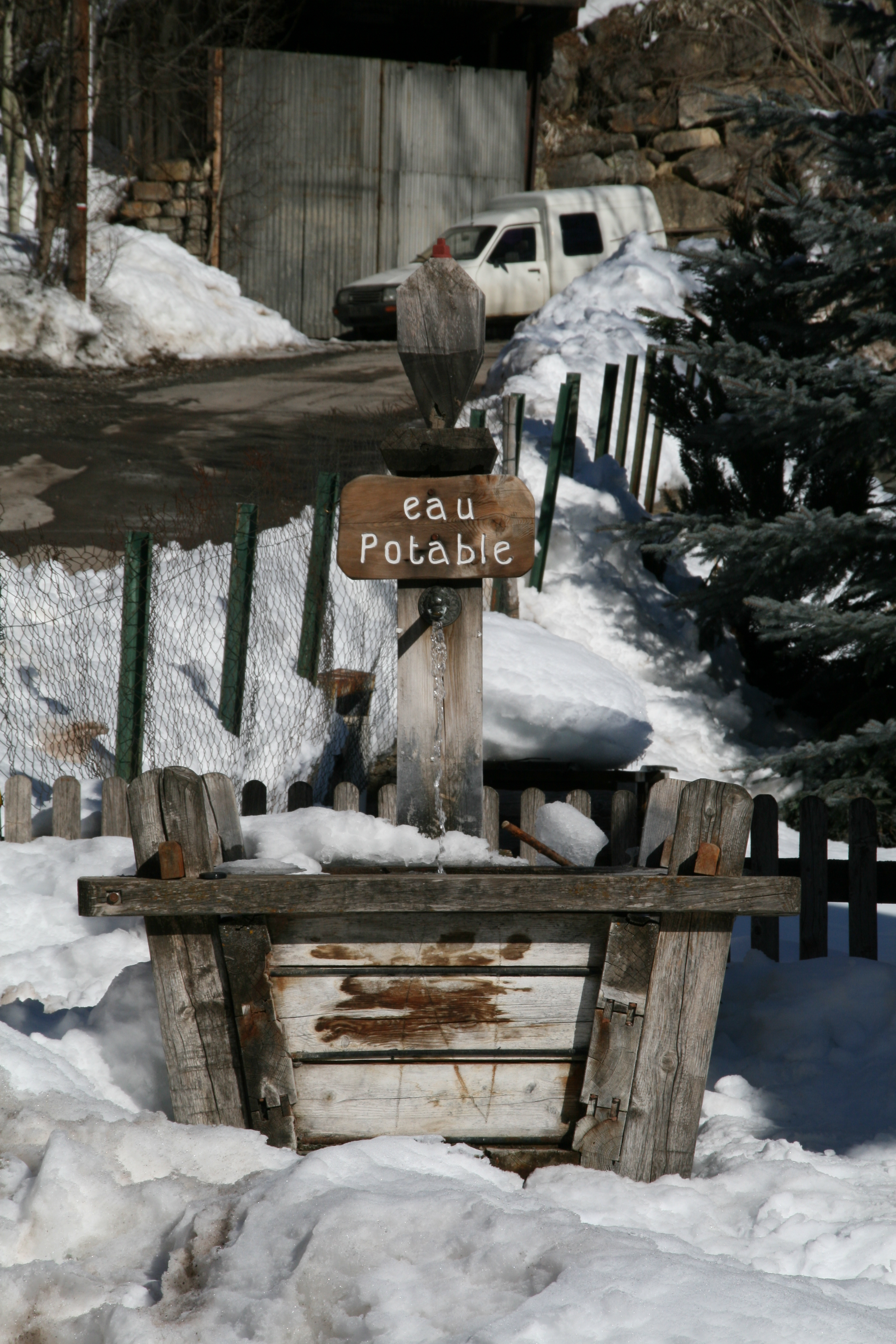
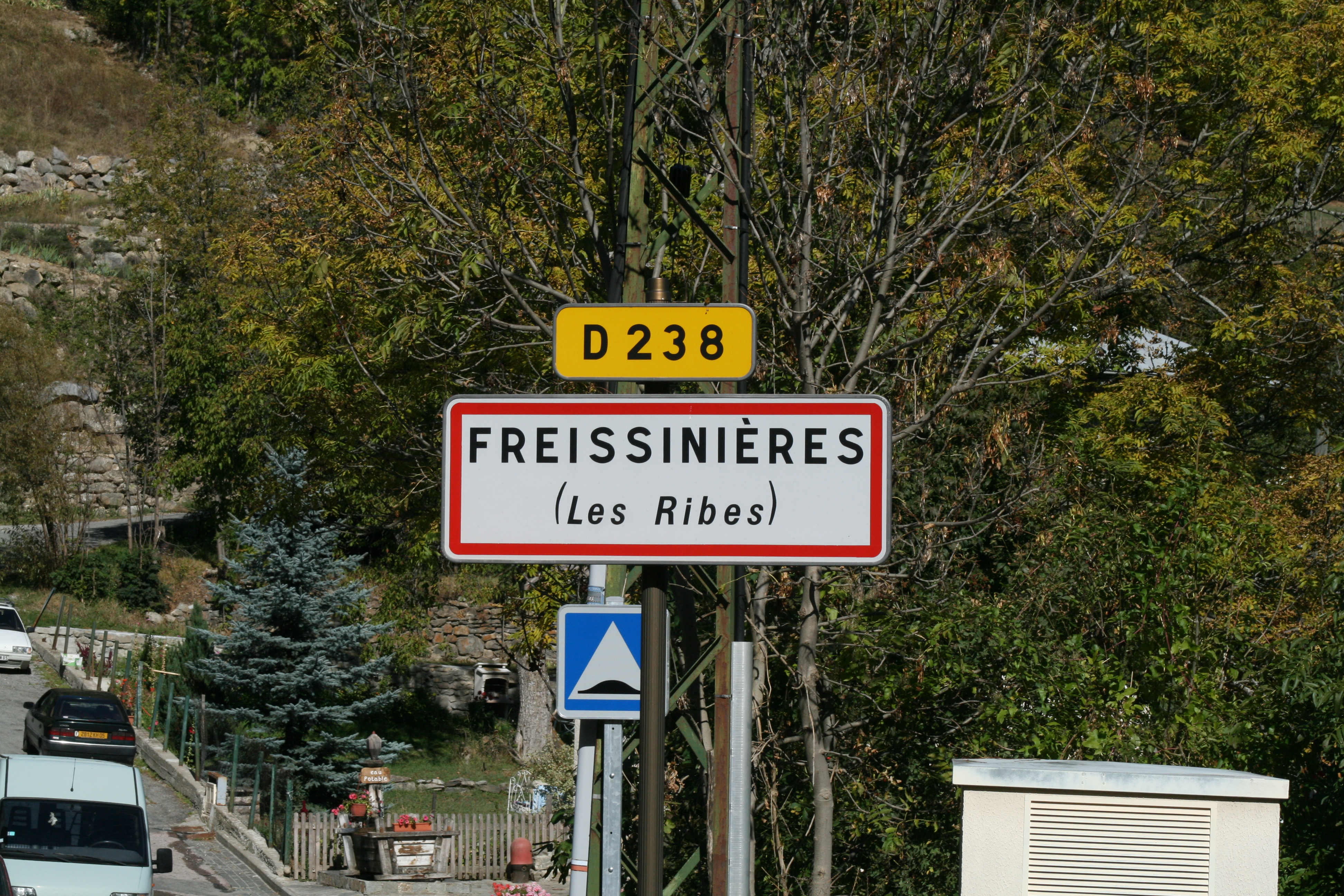